# Опасная миссия (фильм, 1954)
Опасная миссия (англ. Dangerous Mission) — американский триллер 1954 года, снятый по технологии «Техниколор» с Виктором Мэтьюром, Пайпер Лори, Винсентом Прайсом и Уильямом Бендиксом в главных ролях. Продюсером фильма выступил Ирвин Аллен, режиссёром — Луис Кинг. Фильм выпущен компанией RKO Radio Pictures. Сегодня его помнят в основном благодаря использованию технологии трёхмерного кино.

## Сюжет
Луиза Грэм становится свидетельницей убийства криминального авторитета Нью-Йорка и бежит с Востока, чтобы укрыться в Национальном парке Глейшер на границе Монтаны и Канады. Там её преследуют двое мужчин, Мэтт Халлетт и Пол Адамс, один из которых — федеральный агент, которому поручено её защищать, а другой — безжалостный киллер из Нью-Йорка, которому заплатили за то, чтобы он заставил её замолчать.
Вспомогательная сюжетная линия повествует об индейской девушке из племени черноногих Мэри Тиллер, блестящей учёной, удостоенной наград, чьи главные заботы сосредоточены на её отце Катунаи, скрывающемся от правосудия белых людей. Однако главный рейнджер национального парка Глейшер Джо Паркер считает, что тот невиновен. У Мэри есть другая проблема. Она неожиданно влюбилась в вышеупомянутого киллера.
Все сюжетные линии ведут к одной из заснеженных гор парка, опасной местности, где двое из персонажей встречают свою судьбу.

## В ролях
- Виктор Мэтьюр — Мэтт Халлетт
- Пайпер Лори — Луиза Грэм
- Уильям Бендикс — главный рейнджер Джо Паркер
- Винсент Прайс — Пол Адамс
- Бетта Сент-Джон — Мэри Тиллер
- Деннис Уивер — клерк рейнджера
- Гарри Чешир[англ.] — мистер Эльстер
- Стив Даррелл[англ.] — Катунаи Тиллер
- Уолтер Рид[англ.] — рейнджер Добсон
- Марло Дуайер — миссис Элстер

## Производство
Фильм также был известен под названиями «Глейшер» и «Рейнджеры Севера». Съёмки начались в июле 1953 года.
Действие фильма происходит в Национальном парке Глейшер, штат Монтана, и большая часть съёмок проходила там же.

## Критика
В рецензии 1954 года для The New York Times критик Босли Кроутер назвал фильм «неестественным, неинтересным и унылым» и написал: «Поскольку наши великолепные национальные парки открыты практически для всех желающих их посетить, вероятно, нет способа предотвратить их периодическую эксплуатацию и злоупотребления. И это, безусловно, то, что произошло с Глейшер-Парком в фильме R. K. O. … Компания голливудских деятелей имеет наглость разыгрывать историю, которая не обладает жизненной силой и интеллектом хорошего эпизода комикса. Это ужасно скучная и запутанная история о поисках пропавшего свидетеля преступления, в которой Винсент Прайс в конечном итоге оказывается своего рода злодеем, что очевидно с самого начала».
Уже в XXI веке критик Деннис Шварц также негативно отозвался о фильме, написав: «Боевик, снятый в формате 3D, который поначалу выглядит как настоящий хит, но в итоге оказывается таким же чёрствым, как месячный хлеб. Режиссёр Луис Кинг («Френчи»/«Зелёная трава Вайоминга») так и не избавился от неловкости фильма. Несмотря на прекрасный актёрский состав (к сожалению, все они играют как трупы), талантливых сценаристов Чарльза Беннета и У. Р. Бернетта, а также опытных сценаристов Хораса Маккоя и Джеймса Эдмистона, фильм в лучшем случае терпим. … Уильям Бендикс играет шумного начальника парка, который знал Мэтьюра ещё со времён службы в морской пехоте. В этом фильме его задача — потушить лесной пожар, что не имеет никакого отношения к сюжету, но выглядит потрясающе в 3D. Фильм примечателен неуклюжей работой Джина Палмера в качестве монтажёра».